# Luis Durnwalder
Luis Durnwalder, južnotirolski politik, * 23. september 1941.

V letih 1989 - 2014 (skupaj 25 let) je bil predsednik oz. guverner (Landeshauptmann) italijanske pokrajine Bolzano-Alto Adige/Bozen-Südtirol (Južna Tirolska), dvakrat obenem tudi predsednik deželne vlade avtonomne dežele Trentino-Alto Adige/Südtirol) (Trentinsko - Zgornje Poadižje/Južna Tirolska) (2004-06 in 2009-11).

## Odlikovanja in nagrade
Leta 2004 je prejel srebrni častni znak svobode Republike Slovenije z naslednjo utemeljitvijo: »za zasluge pri sodelovanju med Republiko Slovenijo in deželo Južno Tirolsko, za vsa dela naklonjenosti slovenski narodni manjšini in ohranjanju stikov z matičnim narodom«.